# Cofradia (ort i Honduras)
Cofradia är en ort i Honduras.   Den ligger i departementet Departamento de Francisco Morazán, i den sydvästra delen av landet, 14 km sydost om huvudstaden Tegucigalpa. Cofradia ligger 1 382 meter över havet och antalet invånare är 18 100.
Terrängen runt Cofradia är huvudsakligen kuperad, men söderut är den bergig. Runt Cofradia är det ganska glesbefolkat, med 23 invånare per kvadratkilometer. Närmaste större samhälle är Tegucigalpa, 14,3 km nordväst om Cofradia. 